# Gisèle Côté-Harper
Gisèle Côté-Harper est une avocate et professeure émérite de l'Université Laval née en 1942.

## Honneurs
- 1995 - Médaille Pearson pour la paix[2]
- 1997 -  Officier de l'Ordre du Canada[3]
- 2007 - Professeure émérite de l'Université Laval[1]